# Kamienica przy ulicy św. Tomasza 15 w Krakowie
Kamienica przy ulicy św. Tomasza 15 – zabytkowa kamienica, zlokalizowana przy ulicy św. Tomasza na krakowskim Starym Mieście.

## Historia
Pierwotnie teren, na którym znajduje się obecnie kamienica, stanowił zaplecze Kamienicy Słowikowskiej przy ulicy św. Jana 5. Posesja została wydzielona najpóźniej na początku XVI wieku. W XVI wieku wzniesiono na niej dom mansjonarzy Kościoła Mariackiego, osadzonych przy prebendzie kościoła św. Jana. Był to budynek dwupiętrowy i dwutraktowy. W XVII i XVIII wieku nosił miano Domu Gracyalistów. W 1800 został zakupiony przez Józefa Wytyszkiewicza. Przed 1802 poszerzono parcelę o dawną oficynę Kamienicy Dawidowskiej przy ulicy Floriańskiej 8, nadając jej obecny kształt. W 1829 dom zakupił Franciszek Hatzfeld, na którego zlecenie został wyremontowany. W pierwszej połowie lat 70. XIX wieku scalono dom mansjonarzy, oficynę i zabudowany podworzec w jedną kamienicę według projektu Jacka Matusińskiego. W latach 90. XIX wieku budynek stał się własnością rodziny Goetzów–Okocimskich, planujących wznieść nową zabudowę. Projekt nowej kamienicy powstał w 1913, jednak wybuch I wojny światowej opóźnił realizację prac budowlanych.
Obecna kamienica powstała w latach 20. XX wieku po wyburzeniu wcześniejszej zabudowy. Piwnice i parter budynku przeznaczono na składy piwa browaru okocimskiego, a piętra na mieszkania. W latach 60. XX wieku nadbudowano czwarte piętro w mansardzie.
Budynek został wpisany do gminnej ewidencji zabytków.

## Architektura
Kamienicę wzniesiono na planie zbliżonym do litery L. Ma ona nieregularną bryłę, tylko częściowo widoczną od strony ulicy. Budynek jest trzypiętrowy, z czwartym piętrem ukrytym w mansardzie i posiada podpiwniczenie. Na poziomie piwnic jest jedno-, dwu-, i trzytraktowy, na piętrach dwu- i trzytraktowy, z korytarzem między traktami. Konstrukcja wykonana jest ze słupów i stropów żelbetowych i stalowo-ceramicznych. Dach jest mansardowy, trójspadowy, nad częścią wschodnią dwuspadowy.
Fasada budynku jest trzypiętrowa, w partii parteru trójosiowa, a w partii pięter dwuosiowa. Elewacja parteru pokryta jest pasami pseudoboniowania. Znajdują się w niej trzy prostokątne otwory, z których skrajny od strony wschodniej mieści dwuskrzydłową, drewnianą bramę z owalnymi i prostokątnymi płycinami, ozdobioną motywem astragalu. W jej nadświetlu umieszczono dekoracyjną metalową kratę o promienistym układzie, z motywami ślimacznic. W partii pięter elewacja artykułowana jest szerokimi lizenami z pseudoboniowaniem na pierwszym piętrze i płycinami w strefie zwieńczenia. Nad parterem i pierwszym piętrem znajdują się gzymsy kordonowe. Okna ozdobione są gzymsami parapetowymi i profilowanymi obramieniami, które nad drugim i trzecim piętrem wyłamują się uskokowo nas płycinami nadokiennymi. Budynek wieńczy wydatny, profilowany gzyms koronujący, który nad lizenami wyłamuje się w dolnej partii.
W skrajnej osi parteru od strony wschodniej znajduje się sień przelotowa, prowadząca na podworzec i do sąsiednich pomieszczeń. Od zachodu przylega do niej klatka schodowa o rzucie prostokąta z dwubiegowymi, kamiennymi schodami z metalową balustradą ozdobioną motywami wolut i liści. Sufit spocznika między trzecim i czwartym piętrem udekorowany jest profilowaną fasetą i płyciną. W części pomieszczeń zachowała się oryginalna stolarka płycinowa z lat 20. XX wieku.